# John Day (Oregón)
John Day es una ciudad ubicada en el condado de Grant en el estado estadounidense de Oregón. En el año 2000 tenía una población de 1.821 habitantes y una densidad poblacional de 374.0 personas por km².

## Geografía
John Day se encuentra ubicada en las coordenadas 44°25′5″N 118°57′18″O / 44.41806, -118.95500.

## Demografía
Según la Oficina del Censo en 2000 los ingresos medios por hogar en la localidad eran de $31,953, y los ingresos medios por familia eran $34,327. Los hombres tenían unos ingresos medios de $31,908 frente a los $22,067 para las mujeres. La renta per cápita para la localidad era de $15,488. Alrededor del 17.5% de la población estaban por debajo del umbral de pobreza.